# Zuid-Korea op de Olympische Winterspelen 1994
Tijdens de Olympische Winterspelen van 1994, die in Lillehammer (Noorwegen) werden gehouden, nam Zuid-Korea voor de twaalfde keer deel.

## Medailleoverzicht
| Sport      | Olympiër                                            | Discipline           | Medaille |
| ---------- | --------------------------------------------------- | -------------------- | -------- |
| Shorttrack | Chae Ji-hoon                                        | 500 m (m)            | Goud     |
| Shorttrack | Kim Ki-hoon                                         | 1000 m (m)           | Goud     |
| Shorttrack | Chun Lee-kyung                                      | 1000 m (v)           | Goud     |
| Shorttrack | Chun Lee-kyung Kim So-hee Kim Yoon-mi Won Hye-kyung | 3000 m aflossing (v) | Goud     |
| Shorttrack | Chae Ji-hoon                                        | 1000 m (m)           | Zilver   |
| Shorttrack | Kim So-hee                                          | 1000 m (v)           | Brons    |

## Deelnemers en resultaten
(m) = mannen, (v) = vrouwen 

### Alpineskiën
| Olympiër       | Discipline       | Resultaat | Prestatie                        |
| -------------- | ---------------- | --------- | -------------------------------- |
| Hur Seung-wook | reuzenslalom (m) | 33e       | 3.07,75 (+15,29) 1.38,08+1.29,67 |
| Hur Seung-wook | slalom (m)       | 21e       | 2.13,66 (+11,64) 1.07,43+1.06,23 |

### Kunstrijden
| Olympiër           | Discipline | Resultaat | Prestatie                               |
| ------------------ | ---------- | --------- | --------------------------------------- |
| Jung Sung-il       | mannen     | 17e       | 25,0 p. (korte kür: 18 - lange kür: 16) |
| Lily Lyoonjung Lee | vrouwen    | 21e       | 32,0 p. (korte kür: 24 - lange kür: 20) |

### Langlaufen
| Olympiër        | Discipline                    | Resultaat | Prestatie                              |
| --------------- | ----------------------------- | --------- | -------------------------------------- |
| Ahn Jin-soo     | 10 km klassiek (m)            | 75e       | 28.42,9 (+4.22,8)                      |
| Ahn Jin-soo     | 30 km vrije stijl (m)         | 51e       | 1:23.21,4 (+10.55,0)                   |
| Ahn Jin-soo     | achtervolging 10 km+15 km (m) | 68e       | +11.07,3 (10 km:28.42 + 15 km:42.34,1) |
| Park Byung-chul | 10 km klassiek (m)            | 77e       | 28.47,3 (+4.27,2)                      |
| Park Byung-chul | 30 km vrije stijl (m)         | 56e       | 1:24.16,0 (+11.49,6)                   |
| Park Byung-chul | achtervolging 10 km+15 km (m) | 65e       | +9.47,5 (10 km:28.47 + 15 km:41.09,3)  |

### Schaatsen
| Olympiër        | Discipline | Resultaat | Prestatie        |
| --------------- | ---------- | --------- | ---------------- |
| Jegal Sung-yeol | 500 m (m)  | 30e       | 37,90 (+1,57)    |
| Jegal Sung-yeol | 1000 m (m) | 39e       | 1.16,64 (+4,21)  |
| Kim Yun-man     | 500 m (m)  | 14e       | 37,10 (+0,77)    |
| Kim Yun-man     | 1000 m (m) | 18e       | 1.14,97 (+2,54)  |
| Lee Kyou-hyuk   | 500 m (m)  | 36e       | 38,13 (+1,80)    |
| Lee Kyou-hyuk   | 1000 m (m) | 32e       | 1.15,92 (+3,49)  |
| Lee Jae-shik    | 500 m (m)  | 34e       | 38,10 (+1,77)    |
| Lee Jae-shik    | 1000 m (m) | 40e       | 1.16,96 (+4,53)  |
| Lee Jae-shik    | 1500 m (m) | 41e       | 2.20,60 (+29,31) |
|                 |            |           |                  |
| Bak Eun-bi      | 3000 m (v) | 23e       | 4.34,86 (+17,43) |
| Chun Hee-joo    | 500 m (v)  | 32e       | 43,05 (+3,80)    |
| Chun Hee-joo    | 1000 m (v) | 35e       | 1.25,67 (+6,93)  |
| Chun Hee-joo    | 1500 m (v) | 30e       | 2.12,14 (+9,95)  |
| Kang Mi-young   | 500 m (v)  | 28e       | 41,96 (+2,71)    |
| Kang Mi-young   | 1000 m (v) | 32e       | 1.24,19 (+5,45)  |
| Jeong Bae-young | 500 m (v)  | 31e       | 42,63 (+3,38)    |
| Jeong Bae-young | 1000 m (v) | 36e       | 1.25,93 (+7,19)  |
| You Sun-hee     | 500 m (v)  | 5e        | 39,92 (+0,67)    |
| You Sun-hee     | 1000 m (v) | 15e       | 1.21,40 (+2,66)  |

### Shorttrack
| Olympiër                                            | Discipline           | Resultaat | Prestatie                                                                     |
| --------------------------------------------------- | -------------------- | --------- | ----------------------------------------------------------------------------- |
| Chae Ji-hoon                                        | 500 m (m)            | Goud      | Finale: 43,45, hf 1 (2e): 43,72, kf 3 (1e): 44,69, vr 4 (1e): 44,36           |
| Chae Ji-hoon                                        | 1000 m (m)           | Zilver    | Finale: 1.34,92, hf 2 (1e): 1.31,56, kf 1 (1e): 1.31,40, vr 8 (1e): 1.32,11   |
| Kim Ki-hoon                                         | 500 m (m)            | 12e       | dnq, kf 1 (3e): 44,04, vr 5 (2e): 45,32                                       |
| Kim Ki-hoon                                         | 1000 m (m)           | Goud      | Finale: 1.34,57, hf 1 (1e): 1.31,69, kf 3 (2e): 1.30,89, vr 4 (1e): 1.33,63   |
| Lee Joon-ho                                         | 500 m (m)            | 6e        | B-finale: 45,13, hf 2 (3e): 45,97, kf 4 (2e): 45,27, vr 3 (2e): 45,41         |
| Lee Joon-ho                                         | 1000 m (m)           | 5e        | B-finale: 1.44,99, hf 1 (3e): 1.31,93, kf 2 (1e): 1.29,58, vr 6 (1e): 1.33,67 |
|                                                     |                      |           |                                                                               |
| Chun Lee-kyung                                      | 500 m (v)            | 15e       | dnq, kf 1 (4e): 1.09,56, vr 3 (2e): 47,14                                     |
| Chun Lee-kyung                                      | 1000 m (v)           | Goud      | Finale: 1.36,87, hf 2 (2e): 1.55,07, kf 2 (2e): 1.40,30, vr 8 (2e): 1.40,49   |
| Kim So-hee                                          | 500 m (v)            | 5e        | B-finale: 49,01, hf 1 (3e): 46,36, kf 3 (1e): 46,97, vr 6 (2e): 47,77         |
| Kim So-hee                                          | 1000 m (v)           | Brons     | Finale: 1.37,09, hf 1 (1e): 1.37,17, kf 3 (1e): 1.38,61, vr 3 (1e): 1.43,76   |
| Won Hye-kyung                                       | 500 m (v)            | 4e        | Finale: 47,63, hf 2 (2e): 47,63, kf 4 (2e): 48,87, vr 2 (2e): 48,08           |
| Won Hye-kyung                                       | 1000 m (v)           | 9e        | dnq, kf 1 (3e): 1.39,03, vr 7 (1e): 1.42,75                                   |
| Chun Lee-kyung Kim So-hee Kim Yoon-mi Won Hye-kyung | 3000 m aflossing (v) | Goud      | Finale: 4.26,64, hf 1 (2e): 4.27,15                                           |

Amerikaanse Maagdeneilanden · Amerikaans-Samoa · Andorra · Argentinië · Armenië · Australië · België · Bermuda · Bosnië en Herzegovina · Brazilië · Bulgarije · Canada · Chili · China · Chinees Taipei · Cyprus · Denemarken · Duitsland · Estland · Fiji · Finland · Frankrijk · Georgië · Griekenland · Groot-Brittannië · Hongarije · IJsland · Israël · Italië · Jamaica · Japan · Kazachstan · Kirgizië · Kroatië · Letland · Liechtenstein · Litouwen · Luxemburg · Mexico · Moldavië · Monaco · Mongolië · Nederland · Nieuw-Zeeland · Noorwegen · Oekraïne · Oezbekistan · Oostenrijk · Polen · Portugal · Puerto Rico · Roemenië · Rusland · San Marino · Senegal · Slovenië · Slowakije · Spanje · Trinidad en Tobago · Tsjechië · Turkije · Verenigde Staten · Wit-Rusland · Zuid-Afrika · Zuid-Korea · Zweden · Zwitserland